# ليزا جين سميث
ليزا جين سميث (بالإنجليزية: Lisa Jane Smith)‏ كاتبة أمريكية عاشت في ولاية كاليفورنيا، كتاباتها دائماً ما مزجت بين الرعب، الخيال، والرومانسية. كتبت ثلاث ثلاثيات وسلسلتين وروايتين. كُتبها عادة ما تحتوي على شخصيات من الخيال ودائماً ما يكون لها جوانب مظلمة وأخرى مشرقة، ودائماً ما تحدث صراعات بينها.
في بدايات عام 1998، توقفت عن الكتابة لما يقارب عشر سنوات، ثم عادت في عام 2008 بسلسلة جديدة من القصص الصغيرة. أعيد أصدار روايتها «يوميات مصاص دماء» في عام 2007، وأعيد أصدار رواية «الدائرة السرية» وسلسلة «ليلة العالم» في عام 2008/2009، وكذلك اعيد إصدار روايتي «ليلة الانقلاب» و«قلب الشجاعة» في عام 2008، ونُشرت أول دفعة من ثلاثيتها بعنوان «يوميات مصاص دماء: العودة، الغروب» في 10 فبراير 2009.